# Pangas spodnooký
Pangas spodnooký (Pangasianodon hypophthalmus, syn. Pangasius hypophthalmus), česky též pangas siamský, sumeček siamský, sumeček žraločí či štíhlohlavec žraločí, je sladkovodní ryba z čeledi pangasovití (Pangasiidae).
Původní je v jihovýchodní Asii v řekách Mekong a Menam-Čao-Praja. Byl vysazen i jinde. Dorůstá délky 130 cm a hmotnosti 44 kg. Patří mezi všežravce.

## Využití
Má komerční využití, v České republice, kde se dovážený prodává na maso pod (obchodním) názvem Pangasius, je v současnosti nejprodávanější rybou. Češi prý oceňují nepřítomnost kostí, nízkou cenu a nepřítomnost rybího zápachu.
Bývá také chován v okrasných akváriích, avšak s jeho chovem i odchovem mohou být problémy vzhledem k jeho velikosti.

### Kontroverze
V České republice se šířil hoax, který s odkazem na anglický web konzumenty varoval, že mekongská voda, ve které je sumeček siamský chován, je velmi znečištěna chemikáliemi (jak ze současného průmyslu a hnojiv a civilizace obecně, tak ze zbytků chemie po válce ve Vietnamu), že vzhledem k průmyslovému způsobu chovu je krmen „kdo ví čím“ a že je ve snaze dosáhnout vyššího výnosu ošetřován v Evropě v potravinářství zakázanou malachitovou zelení kvůli ochraně proti kožovci. Také upozorňoval na to, že ne každý si uvědomuje, že se jedná o sladkovodní rybu, která navíc nemůže být čerstvá, když se dopravuje přes půl planety. A že má velmi vysoký obsah vody, takže kdyby se uvažovala cena za maso bez vody, byla by výrazně vyšší.
Podle Státní veterinární správy České republiky byli ovšem dovážení sumečci opakovaně testováni na různé chemické látky včetně steroidů a chlorovaných pesticidů a žádné problémy nebyly zjištěny. Malou výjimkou byla vyšší přítomnost polyfosfátů (ovšem nepřekračující stanovené limity) a vysoký podíl vody, což ovšem neohrožuje zdraví zákazníka, pouze jeho peněženku. Z hlediska výživy je také pravda, že jako sladkovodní ryba obsahuje málo jódu a omega-3 nenasycených mastných kyselin a navíc má vysoký obsah sodíku, takže se nejedná o nějak speciálně zdravější jídlo.
V roce 2012 udělal časopis dTest, který se zabývá nezávislými rozbory kvality výrobků, test, který odhalil, že mražený pangas od určitých výrobců obsahuje i polovinu vody, v jednom případě bylo množství polyfosfátů nad stanovenou normou.